# LP 768-500
LP 768-500 — звезда в созвездии Кит, которая находится на расстоянии около 59 световых лет от Солнца.

## Физические характеристики
LP 768-500 была открыта в 1963 году голландско-американским астрономом Виллемом Лейтеном в ходе исследования звёзд с большим собственным движением. Она представляет собой белый карлик размером около 1400 километров, что немногим больше, чем штат Техас (длина которого составляет 1226 км). Несмотря на близкое расположение к Солнечной системе, звезда очень тусклая. Её видимая звёздная величина равна 17,66, поэтому она не видна невооружённым глазом. Как и все белые карлики, LP 768-500 имеет чрезвычайно высокую плотность — около 18 тысяч тонн на кубический дюйм. Вещество звезды состоит из электронно-ядерной плазмы, а её электронная составляющая представляет собой вырожденный электронный газ.